# Ermita de la Nostra Senyora del Pilar de Villena
L'ermita de la nostra Senyora del Pilar es troba a la Vall dels Alforins, al municipi de Villena (Alt Vinalopó, País Valencià). Està situada enmig de l'horta, a uns 5 km tant de La Encina com de la Safra, a la partida de la Glòria, i annexa a un gran casalot de dues plantes i una casa de labor denominats Casa Conejo.

## Estructura
L'ermita, edificada sobre un sòcol de pedra, té una sola nau i s'accedeix a ella a través de quatre escalons fabricats en pedra calcària. Les parets són de rajola i estan emblanquinades en blanc, mentre que la coberta, a dues aigües, està realitzada amb teula moruna. El buit de la porta, allindanat, està situat al centre de la façana central i està tancat per una porta de fusta de doble fulla.
Sobre l'entrada se situa un òcul circular tancat en ferro forjat, i damunt d'aquest un escut de pedra en el qual es llegeix SI DEUS PRO NOBIS[...]. La façana es remata amb una espadanya de rajola massissa.

## Història
L'ermita data, segons l'estudi realitzat per al Pla General d'Ordenació Urbana de Villena, de finals del segle xviii. Segons fonts orals, en aquesta ermita tenien lloc els oficis religiosos d'aquesta zona de la vall, fins que va ser substituïda per l'ermita de Sant Isidre de la Safra. En l'actualitat està abandonada, encara que existeix un acord entre l'Ajuntament de Villena i l'empresa Enerstar S.A. que destina el complex Ermita-Casa Conejo com a Centre de Difusió d'Energies Renovables (CDER).

## Protecció
El temple té la condició de Bé de Rellevància Local.